# Division 1 1962-63
La Division 1 1962-63 fue la 25ª temporada del fútbol francés profesional. AS Monaco FC se proclamó campeón con 50 puntos, obteniendo su segundo título.

## Equipos participantes
| - Angers SCO - Bordeaux - FC Grenoble - RC Lens - Olympique Lyonnais - Olympique de Marseille - AS Monaco FC - SO Montpellier - FC Nancy - OGC Nice |  | - Nîmes Olympique - RC Paris - Stade de Reims - Stade Rennais UC - FC Rouen - UA Sedan-Torcy - Stade Français FC - RC Strasbourg - Toulouse FC - US Valenciennes-Anzin |

## Tabla de posiciones
| Pos. | Equipo                     | Pts. | PJ | G  | E  | P  | GF | GC | Dif. | Clasificación                                |
| ---- | -------------------------- | ---- | -- | -- | -- | -- | -- | -- | ---- | -------------------------------------------- |
| 1    | AS Monaco FC (C)           | 50   | 38 | 20 | 10 | 8  | 77 | 44 | +33  | Clasificado a la Copa de Campeones de Europa |
| 2    | Stade de Reims             | 47   | 38 | 19 | 9  | 10 | 79 | 52 | +27  |                                              |
| 3    | UA Sedan-Torcy             | 46   | 38 | 19 | 8  | 11 | 68 | 46 | +22  |                                              |
| 4    | FCG Bordeaux               | 45   | 38 | 15 | 15 | 8  | 63 | 38 | +25  |                                              |
| 5    | Olympique Lyonnais         | 43   | 38 | 15 | 13 | 10 | 52 | 41 | +11  | Clasificado a la Recopa de Europa            |
| 6    | Nîmes Olympique            | 42   | 38 | 16 | 10 | 12 | 67 | 47 | +20  |                                              |
| 7    | Toulouse FC                | 42   | 38 | 16 | 10 | 12 | 64 | 52 | +12  |                                              |
| 8    | FC Rouen                   | 42   | 38 | 18 | 6  | 14 | 59 | 57 | +2   |                                              |
| 9    | US Valenciennes-Anzin      | 41   | 38 | 13 | 15 | 10 | 60 | 45 | +15  |                                              |
| 10   | RC Paris                   | 41   | 38 | 14 | 13 | 11 | 80 | 71 | +9   | Clasificado a la Copa de Ferias              |
| 11   | Stade Rennais UC           | 41   | 38 | 14 | 13 | 11 | 69 | 71 | −2   |                                              |
| 12   | OGC Nice                   | 38   | 38 | 14 | 10 | 14 | 64 | 79 | −15  |                                              |
| 13   | Angers SCO                 | 37   | 38 | 13 | 11 | 14 | 51 | 64 | −13  |                                              |
| 14   | RC Strasbourg              | 34   | 38 | 9  | 16 | 13 | 54 | 63 | −9   |                                              |
| 15   | Stade Français FC          | 32   | 38 | 11 | 10 | 17 | 54 | 70 | −16  |                                              |
| 16   | RC Lens                    | 30   | 38 | 10 | 10 | 18 | 60 | 67 | −7   |                                              |
| 17   | FC Grenoble (D)            | 28   | 38 | 7  | 14 | 17 | 36 | 61 | −25  | Descenso a Division 2                        |
| 18   | FC Nancy (D)               | 28   | 38 | 9  | 10 | 19 | 37 | 66 | −29  | Descenso a Division 2                        |
| 19   | SO Montpellier (D)         | 27   | 38 | 9  | 9  | 20 | 50 | 77 | −27  | Descenso a Division 2                        |
| 20   | Olympique de Marseille (D) | 26   | 38 | 9  | 8  | 21 | 42 | 75 | −33  | Descenso a Division 2                        |

 Fuente: footballdatabase.eu
Notas:
1. ↑  El Lyon se clasificó a la Recopa de Europa como subcampeón de la Copa de Francia, ya que Mónaco, campeón de la Copa, se había clasificado a la Copa de Campeones de Europa como ganador de la liga francesa

## Resultados
| Local \ Visitante      | ANG | BOR | GRE | LEN | LYO | MAR | MOC | MOT | NAC | NIC | NIM | RCP | REI | REN | ROU | SED | STF | STR | TOU | VAL |
| ---------------------- | --- | --- | --- | --- | --- | --- | --- | --- | --- | --- | --- | --- | --- | --- | --- | --- | --- | --- | --- | --- |
| Angers SCO             | —   | 0–3 | 2–1 | 2–2 | 2–2 | 3–0 | 4–2 | 2–1 | 1–1 | 3–0 | 0–0 | 2–1 | 0–1 | 2–3 | 3–1 | 0–1 | 2–0 | 2–2 | 1–3 | 0–0 |
| FCG Bordeaux           | 0–0 | —   | 1–1 | 3–0 | 1–2 | 1–3 | 0–1 | 2–0 | 2–0 | 0–2 | 0–0 | 2–1 | 2–3 | 6–0 | 4–1 | 4–4 | 1–0 | 3–0 | 0–0 | 2–2 |
| FC Grenoble            | 0–2 | 2–1 | —   | 1–0 | 1–2 | 0–3 | 0–1 | 3–1 | 1–1 | 3–1 | 0–0 | 1–1 | 0–3 | 1–1 | 1–1 | 1–1 | 1–1 | 3–3 | 1–0 | 1–1 |
| RC Lens                | 3–3 | 3–3 | 2–0 | —   | 2–1 | 8–1 | 1–0 | 3–0 | 0–1 | 2–2 | 2–1 | 1–2 | 0–0 | 2–2 | 1–4 | 1–2 | 2–1 | 0–0 | 1–1 | 1–2 |
| Olympique Lyonnais     | 3–0 | 1–0 | 0–1 | 1–0 | —   | 1–1 | 1–1 | 1–1 | 3–0 | 3–1 | 0–0 | 1–1 | 0–0 | 1–1 | 0–1 | 0–2 | 1–0 | 3–1 | 3–3 | 1–1 |
| Olympique de Marseille | 1–0 | 1–1 | 2–2 | 3–3 | 1–2 | —   | 2–4 | 3–2 | 2–1 | 1–1 | 0–3 | 1–3 | 1–0 | 4–2 | 0–1 | 0–0 | 3–2 | 1–3 | 0–1 | 1–3 |
| AS Monaco FC           | 5–1 | 0–2 | 4–0 | 2–0 | 1–0 | 2–1 | —   | 3–1 | 0–1 | 6–2 | 4–1 | 1–1 | 5–2 | 5–0 | 3–1 | 0–1 | 1–1 | 1–0 | 0–0 | 3–1 |
| SO Montpellier         | 1–2 | 0–3 | 2–0 | 2–1 | 1–1 | 2–0 | 0–1 | —   | 5–3 | 1–0 | 1–1 | 4–1 | 3–0 | 1–1 | 3–1 | 1–0 | 4–5 | 1–1 | 1–1 | 0–4 |
| FC Nancy               | 0–0 | 2–2 | 1–0 | 1–3 | 3–2 | 1–0 | 2–1 | 2–1 | —   | 1–1 | 0–4 | 2–2 | 0–2 | 2–2 | 1–3 | 2–0 | 0–0 | 1–1 | 1–2 | 2–0 |
| OGC Nice               | 1–1 | 1–1 | 3–2 | 3–1 | 3–5 | 1–0 | 2–2 | 3–1 | 2–0 | —   | 1–0 | 3–3 | 4–0 | 3–3 | 1–0 | 2–1 | 0–2 | 3–1 | 2–1 | 2–0 |
| Nîmes Olympique        | 5–0 | 1–2 | 1–0 | 4–2 | 1–0 | 3–0 | 1–2 | 1–1 | 3–0 | 6–3 | —   | 4–1 | 0–0 | 2–1 | 2–1 | 1–2 | 4–0 | 5–1 | 3–1 | 1–3 |
| RC Paris               | 2–4 | 1–3 | 2–0 | 2–1 | 1–1 | 2–0 | 2–3 | 9–1 | 4–2 | 3–4 | 2–2 | —   | 3–3 | 2–1 | 3–0 | 4–3 | 0–2 | 1–1 | 2–2 | 3–2 |
| Stade de Reims         | 4–0 | 1–3 | 1–1 | 3–1 | 5–1 | 1–0 | 1–1 | 1–1 | 5–1 | 4–2 | 4–1 | 3–2 | —   | 4–0 | 4–0 | 2–3 | 6–2 | 1–1 | 1–0 | 2–2 |
| Stade Rennais UC       | 1–1 | 1–3 | 3–0 | 4–2 | 2–1 | 3–2 | 2–0 | 3–1 | 1–1 | 3–1 | 1–1 | 3–5 | 2–0 | —   | 0–3 | 3–1 | 2–0 | 4–1 | 3–1 | 3–1 |
| FC Rouen               | 3–1 | 1–1 | 0–2 | 3–2 | 0–1 | 3–0 | 3–3 | 3–1 | 2–1 | 4–2 | 0–1 | 0–2 |     | 1–2 | —   | 2–1 | 3–1 | 0–0 | 2–2 | 3–2 |
| UA Sedan-Torcy         | 0–1 | 1–1 | 3–1 | 2–1 | 1–3 | 4–0 | 3–0 | 2–0 | 2–0 | 0–0 | 3–0 | 0–0 | 1–2 | 3–3 | 0–1 | —   | 3–0 | 2–1 | 2–1 | 4–2 |
| Stade Français FC      | 0–3 | 0–0 | 1–1 | 2–0 | 1–0 | 2–2 | 2–2 | 5–2 | 2–0 | 2–0 | 4–2 | 1–2 | 0–4 | 3–3 | 1–2 | 4–2 | —   | 2–1 | 1–2 | 1–3 |
| RC Strasbourg          | 3–1 | 0–0 | 4–0 | 1–3 | 0–3 | 0–0 | 2–2 | 1–1 | 1–0 | 7–0 | 2–1 | 2–2 | 3–2 | 1–1 | 3–0 | 1–5 | 1–1 | —   | 3–1 | 0–2 |
| Toulouse FC            | 4–0 | 0–0 | 4–2 | 1–2 | 0–1 | 3–1 | 0–5 | 2–1 | 2–0 | 4–0 | 2–0 | 1–1 | 3–2 | 2–1 | 1–2 | 0–2 | 5–2 | 1–1 | —   | 5–1 |
| US Valenciennes-Anzin  | 4–0 | 2–0 | 1–1 | 1–1 | 0–0 | 0–1 | 0–0 | 2–0 | 2–0 | 2–2 | 1–1 | 4–0 | 2–0 | 0–0 | 1–1 | 1–1 | 0–0 | 4–0 | 1–2 | —   |

Promovidos de la Division 2, quienes jugarán en la Division 1 1963/64:
- AS Saint-Étienne: Campeón de la Division 2
- FC Nantes: Segundo lugar de la Division 2

## Goleadores
| #  | Jugador             | Nacionalidad      | Club                  | Goles |
| -- | ------------------- | ----------------- | --------------------- | ----- |
| 1  | Serge Masnaghetti   | Francia           | US Valenciennes-Anzin | 35    |
| 2  | Lucien Cossou       | Francia           | AS Monaco FC          | 28    |
| 3  | Hassan Akesbi       | Marruecos         | Stade de Reims        | 24    |
| 4  | Aimé Gori           | Francia           | Bordeaux              | 22    |
| -  | Khennane Mahi       | Argelia           | Toulouse              | 22    |
| 6  | Mohamed Salem       | Argelia           | UA Sedan-Torcy        | 21    |
| 7  | Antoine Groschulski | Francia Polonia   | Nancy                 | 20    |
| -  | Héctor de Bourgoing | Francia Argentina | OGC Nice              | 20    |
| -  | Salah Djebailli     | Argelia           | Nîmes Olympique       | 20    |
| 10 | Guy Van Sam         | Francia           | RC Paris              | 18    |
| 11 | Ahmed Oudjani       | Argelia           | RC Lens               | 17    |
| -  | Miloš Milutinović   | RFS Yugoslavia    | RC Paris              | 17    |
| 13 | Néstor Combin       | Francia Argentina | Olympique Lyonnais    | 16    |
| -  | Alain Jubert        | Francia           | Stade Rennais UC      | 16    |
| -  | Jean-Michel Lachot  | Francia           | FC Rouen              | 16    |